# Alex Quaderer
Alexander „Alex“ Quaderer (* 13. Februar 1971 in Altstätten) ist ein ehemaliger liechtensteinischer Fussballspieler und Buchautor.

## Karriere

### Verein
In seiner Jugend spielte Quaderer für den FC Schaan, bei dem er 1989 in den Herrenbereich befördert wurde. Ein Jahr später schloss er sich auf Leihbasis dem Hauptstadtklub FC Vaduz an. Nach seiner Rückkehr zum FC Schaan wurde er in der Saison 1996/97 erneut zum FC Vaduz verliehen. Zur darauffolgenden Spielzeit kehrte er zum FC Schaan zurück, für den er dann bis zu seinem Karriereende 2005 aktiv war.

### Nationalmannschaft
Quaderer gab sein Länderspieldebüt in der liechtensteinischen Fussballnationalmannschaft am 26. Oktober 1993 beim 0:2 gegen Estland im Rahmen eines Freundschaftsspiels. Bis 1996 war er insgesamt sechs Mal für sein Heimatland im Einsatz.

## Publikationen
- Aus dem Dunkel ins Licht, Weg & Vision, 2022, ISBN 978-3-949282-14-0.